# MS4A6A
MS4A6A (англ. Membrane spanning 4-domains A6A) – білок, який кодується однойменним геном, розташованим у людей на 11-й хромосомі. Довжина поліпептидного ланцюга білка становить 248 амінокислот, а молекулярна маса — 26 943.
| 10         |  | 20         |  | 30         |  | 40         |  | 50         |
| ---------- |  | ---------- |  | ---------- |  | ---------- |  | ---------- |
| MTSQPVPNET |  | IIVLPSNVIN |  | FSQAEKPEPT |  | NQGQDSLKKH |  | LHAEIKVIGT |
| IQILCGMMVL |  | SLGIILASAS |  | FSPNFTQVTS |  | TLLNSAYPFI |  | GPFFFIISGS |
| LSIATEKRLT |  | KLLVHSSLVG |  | SILSALSALV |  | GFIILSVKQA |  | TLNPASLQCE |
| LDKNNIPTRS |  | YVSYFYHDSL |  | YTTDCYTAKA |  | SLAGTLSLML |  | ICTLLEFCLA |
| VLTAVLRWKQ |  | AYSDFPGSVL |  | FLPHSYIGNS |  | GMSSKMTHDC |  | GYEELLTS   |

A: Аланін

C: Цистеїн

D: Аспарагінова кислота

E: Глутамінова кислота

F: Фенілаланін

G: Гліцин

H: Гістидин

I: Ізолейцин

K: Лізин

L: Лейцин

M: Метіонін

N: Аспарагін

P: Пролін

Q: Глутамін

R: Аргінін

S: Серин

T: Треонін

V: Валін

W: Триптофан

Кодований геном білок за функцією належить до рецепторів. 
Задіяний у такому біологічному процесі, як альтернативний сплайсинг. 
Локалізований у мембрані.